# Violaxanthin
Violaxanthin ist ein überwiegend in Pflanzen, beispielsweise dem Stiefmütterchenkraut vorkommendes, natürliches Pigment, das zu den Xanthophyllen gehört.
Violaxanthin entsteht in der Pflanze aus Zeaxanthin über das Monoepoxid Antheraxanthin durch das Enzym Zeaxanthin-Epoxidase (ZE). Die Umkehrreaktion wird durch die Violaxanthin-Deepoxidase (VDE) katalysiert.
Violaxanthin spielt in Pflanzen eine sehr wichtige Rolle in der Dissipation, d. h. der Abgabe überschüssiger Lichtenergie (Photoprotektion), welche die Aufnahmekapazitäten des photochemischen Apparat der Pflanze übersteigt. Diese könnte zur unerwünschten Bildung reaktiver Sauerstoffspezies und damit zu subzellulären Schädigungen (besonders bei Lipiden) führen. Quenching durch Violaxanthin verhindert dies.
Die EU-Zulassung von Violaxanthin unter der Bezeichnung E 161e als Futtermittelzusatzstoff in der Tierernährung wurde 1991 in der Richtlinie 91/508/EWG gestrichen.